# .istanbul
.istanbul và .ist là các miền cấp cao nhất (TLD) được phê duyệt cho Internet. Đây là miền cấp cao nhất được bảo trợ dựa trên cộng đồng bởi Khu đô thị Istanbul và công ty con Medya A.Ş. Theo Medya A.Ş., .istanbul sẽ nâng cao nhận thức về di sản lịch sử của Istanbul và giúp tăng trưởng kinh tế bằng cách cho phép đăng ký tên không giới hạn và công khai.
Cùng với các TLD như .cat và .asia, .istanbul và các TLD mới khác thuộc danh mục GeoTLD.